# シケリアのディオドロス

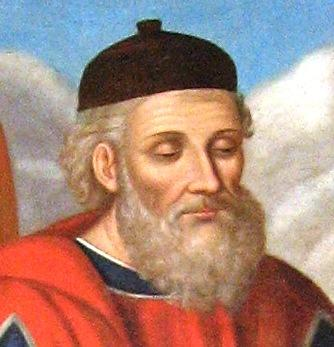
シケリアのディオドロス

シケリアのディオドロス （Διόδωρος Σικελιώτης, Diódôros Sikeliôtès, ディオドーロス・シケリオーテース, ラテン語名 Diodorus Siculus, ディオドルス・シクルス, 紀元前1世紀）は、シケリア（シチリア）島で生まれた古代ギリシアの歴史家である。

## 生涯
ディオドロスはユリウス・カエサル、アウグストゥスと同時代の人物で、シケリアのアグリゲントゥムで生まれた。その後の彼の生涯は詳しくは判っていないが、『歴史叢書』の記述から紀元前60年から紀元前57年にかけてエジプトを旅し、ローマにしばしば滞在し、少なくとも紀元前21年までは生きていたことが明らかである。

## 歴史叢書
ディオドロスは歴史書として『歴史叢書』（古代ギリシア語：Βιβλιοθήκη ἱστορική, Bibliotheke Historike, ラテン語: Bibliotheca Historica）を残した。
作品は3部40巻からなり、そのうち1巻から5巻（各国の神話）、11巻から20巻（紀元前480年から302年の年代誌）が完全に伝わっており、その他の巻では、断片のみ。
内容的にはキュメのエポロス（Ephoros, 紀元前4世紀）、カルディアのヒエロニュモス（Hieronymos, 紀元前4世紀後半）を初めとする先人の歴史学者の作品の記述をつなげたもので独創性は低いとされるが、これらの先行作品がほぼ散逸してしまっているため、史料として価値が高い。

## 日本語訳
- 『ディオドロス 神代地誌』飯尾都人訳編、龍渓書舎 1999年。ISBN 4844784722（全40巻中最初の6巻のみ訳出）
- 『アレクサンドロス大王の歴史』森谷公俊訳註・解説、河出書房新社 2023年。ISBN 978-4309228839

アレクサンドロス大王伝の原典。下記で部分公開

## ネット公開されているテキスト
- Bill Thayer's Web Site （英語訳）
- HODOI ELEKTRONIKAI Du texte à l'hypertexte（フランス語とギリシア語の対訳）
- 『帝京史学』においてアレクサンドロス大王の東征を扱った17巻の訳注が、森谷公俊（帝京大学名誉教授）によって連載され、2012年9月現在三回目で、全118章のうち83章まで連載されている。ネットでも公開されており、無料で読める（帝京史学）。
- 史料室（日本語訳）